# 47 Ronin (1994)
47 Ronin (jap. 四十七人の刺客 Shijushichinin no Shikaku) ist ein japanischer Historienfilm aus dem Jahr 1994, der auf der Geschichte der 47 Rōnin beruht. Regie führte Kon Ichikawa, der gemeinsam mit Kaneo Ikegami und Hiroshi Takeyama auch das Drehbuch schrieb. Die Hauptrolle spielte Ken Takakura.

## Handlung
Im Jahre 1701 begeht der Fürst Asano vom Ako-Clan aufgrund einer Intrige Selbstmord. Hinter der Intrige steckt der mächtige Kira. Der Ako-Clan wird aufgelöst, die mehreren hundert Samurai werden zu herrenlosen Rōnin. Die Tradition sieht vor, dass sie sich wie ihr Herr das Leben nehmen. Doch manche kommen bei anderen Daimyos (Herren) unter. Der Haushofmeister Kuranosuke Oishi, ein Gefolgsmann Asanos, hat für die Verbliebenen noch einen anderen Plan: Rache. Fürst Kira soll sterben für seine Tat. Doch der mächtige Uesugi-Clan bekommt Wind von den Aktionen des Ako-Clans und bereitet den Schutz von Kira vor. Es kommt zum entscheidenden Angriff auf Kiras Burg. Als alle Wachen Kiras getötet sind, finden Oishis Krieger Kira versteckt in einem Schuppen. Oishi identifiziert Kira anhand der Narbe im Gesicht, die ihm einst von Fürst Asano beigebracht wurde, und tötet ihn. Den abgetrennten Kopf Kiras bringen die Kämpfer zur Grabstelle Asanos. Hiernach begehen sie den rituellen Selbstmord.

## Hintergründe
Kon Ichikawa schuf sein Werk, das am 22. Oktober 1994 in die japanischen Kinos kam, auf Basis der Chunshingura-Saga, die Kenji Mizoguchi bereits 1941 unter dem Titel Genroku chushingura als 240-minütiges Epos verfilmt hatte.
Die Rolle des Oishi wird von Ken Takakura besetzt. Ken Takakura ist auch aus Filmen wie Sydney Pollacks Die Yakuza mit Robert Mitchum und dem Ridley-Scott-Film Black Rain mit Michael Douglas und Andy García bekannt.

## Auszeichnungen
Der Film war 1995 für elf Japanese Academy Awards nominiert, unter anderem in den Kategorien Bester Film, Beste Regie, Bestes Drehbuch, Bester Hauptdarsteller (Ken Takakura), Beste Musik und Beste Kamera. Durchsetzen konnte sich der Film in den Kategorien Bestes Szenenbild, Bester Ton, Bester Nebendarsteller (Kiichi Nakai) und Bester Schnitt.
Kiichi Nakai gewann zudem den Kinema Junpo Award und der Film selbst den Publikumspreis beim Mainichi Eiga Concours. Auf dem Tokyo International Film Festival erhielt der Film einen Spezialpreis der Jury, auf dem Asia-Pacific Film Festival wurde er für die Beste Musik ausgezeichnet.